# Kremer Design
Kremer Design Indústria Comércio Importaçao e Exportaçao Ltda. ist ein brasilianischer Hersteller von Automobilen.

## Unternehmensgeschichte
Ein ehemaliger Mitarbeiter von CBP Indústria, Comércio e Exportação gründete das Unternehmen in São Paulo. In den 1980er Jahren begann die Produktion von Automobilen und Kit Cars. Der Markenname lautet Kremer, nach manchen Quellen auch Kremer Design.

## Fahrzeuge
Im Angebot stehen Nachbildungen klassischer Automobile. Dabei handelt es sich überwiegend um den Porsche 911 als Coupé und Targa. Weiter werden Porsche 914, VW Karmann-Ghia Typ 14, Ferrari F355 und Puma genannt.
Die Basis bildet ein Rohrrahmen. Darauf wird eine Karosserie aus Fiberglas montiert. Verschiedene wassergekühlte Motoren von Volkswagen do Brasil mit 1800 cm³ Hubraum und 2000 cm³ Hubraum treiben die Fahrzeuge an.